# Ā̱́
Ā̱́ (minuscule : ā̱́), appelé A macron accent aigu macron souscrit, est une lettre latine utilisée dans l’écriture du kiowa.
Il s’agit de la lettre A diacritée d’un macron, d’un accent aigu et d’un macron souscrit.

## Représentations informatiques
Le A macron accent aigu macron souscrit peut être représenté avec les caractères Unicode suivants : 
- composé et normalisé NFC (latin étendu A, diacritiques) :

| formes    | représentations | chaînes de caractères | points de code       | descriptions                                                                         |
| --------- | --------------- | --------------------- | -------------------- | ------------------------------------------------------------------------------------ |
| capitale  | Ā̱́               | Ā◌̱◌́                   | U+0100 U+0331 U+0301 | lettre majuscule latine a macron diacritique macron souscrit diacritique accent aigu |
| minuscule | ā̱́               | ā◌̱◌́                   | U+0101 U+0331 U+0301 | lettre minuscule latine a macron diacritique macron souscrit diacritique accent aigu |

- décomposé et normalisé NFD (latin de base, diacritiques) :

| formes    | représentations | chaînes de caractères | points de code              | descriptions                                                                                     |
| --------- | --------------- | --------------------- | --------------------------- | ------------------------------------------------------------------------------------------------ |
| capitale  | Ā̱́               | A◌̱◌̄◌́                  | U+0041 U+0331 U+0304 U+0301 | lettre majuscule latine a diacritique macron souscrit diacritique macron diacritique accent aigu |
| minuscule | ā̱́               | a◌̱◌̄◌́                  | U+0061 U+0331 U+0304 U+0301 | lettre minuscule latine a diacritique macron souscrit diacritique macron diacritique accent aigu |